# Allen Johnson
Pour les articles homonymes, voir Johnson.
Allen Kenneth Johnson, né le 1er mars 1971 à Washington, est un athlète américain spécialiste du 110 mètres haies. Champion olympique en 1996, il remporte également quatre titres de champion du monde en plein air (1995, 1997, 2001 et 2003) et trois en salle (1995, 2003 et 2004). En plus de vingt ans de carrière, il établit à huit reprises la meilleure performance mondiale de l'année et descend onze fois sous les 13 secondes.

## Biographie
Étudiant à l'Université de Caroline du Nord à Chapel Hill, Allen Johnson se consacre à l'athlétisme et réalise de bonnes performances en saut en hauteur, saut en longueur et décathlon, avant de privilégier le 110 mètres haies. Il est entraîné dès ses débuts par Curtis Frye.
L'année 1995 voit la révélation mondiale de Johnson. Champion du monde en salle du 60 mètres haies à Barcelone, il confirme quelques mois plus tard en remportant la médaille d'or des Mondiaux de Göteborg, profitant, entre autres, du forfait pour blessure de Colin Jackson et de la non-qualification de Mark Crear. Il s'impose en finale avec le temps de 13 secondes et devance Tony Jarrett et Roger Kingdom. Une semaine plus tard, Johnson établit son meilleur chronomètre de la saison en 12 s 98 lors du meeting de Cologne.
Potentiellement considéré comme le futur recordman du monde, Allen Johnson remporte 19 de ses 23 courses disputées en 1996. Il s'impose à deux reprises en 12 s 92, à un centième du record mondial de Colin Jackson, toujours amoindri à la suite d'une blessure. Favori désigné des Jeux olympiques de 1996 d'Atlanta, il s'impose largement en finale en devançant Mark Crear et Florian Schwarthoff. Il établit à cette occasion un nouveau record olympique en 12 s 95.
En 1997, le « hurdler » américain réalise la meilleure performance de l'année en finale des Championnats du monde d'Athènes avec le temps de 12 s 93, conservant ainsi sa couronne mondiale. Après une victoire aux Goodwill Games en 1998, Allen Johnson connait un passage à vide, notamment en raison de différentes blessures. Il parvient malgré cela à se qualifier pour les Jeux olympiques de 2000 à Sydney, épreuve qu'il termine à la quatrième place, derrière notamment le champion cubain Anier Garcia. Il détient également la meilleure performance mondiale de l'année en 12 s 97. En 2001, à Edmonton, il s'impose pour la troisième fois en finale des Championnats du monde (13 s 04). Il égale ainsi son compatriote Greg Foster, triple champion du monde de la discipline (1983, 1987 et 1991).
Allen Johnson commence l'année 2003 en s'imposant pour la deuxième fois lors des Championnats du monde en salle de Birmingham, sur 60 mètres haies. Aux Championnats du monde en plein air de Paris, il s'impose à nouveau sur sa discipline fétiche. Avec le temps de 13 s 12, il devance son compatriote Terrence Trammell et l'espoir chinois Liu Xiang. Johnson devient ainsi le premier athlète de l'histoire à remporter quatre titres de champion du monde du 110 mètres haies. L'année suivante, il ne parvient à confirmer son statut de favori lors des Jeux olympiques d'Athènes. Trébuchant sur un obstacle dès les séries, il ne réussit pas à se qualifier pour la finale. Cette même année, il devient une nouvelle fois champion du monde en salle sur 60 mètres haies et s'impose lors de la Finale mondiale de l'athlétisme à Monaco.

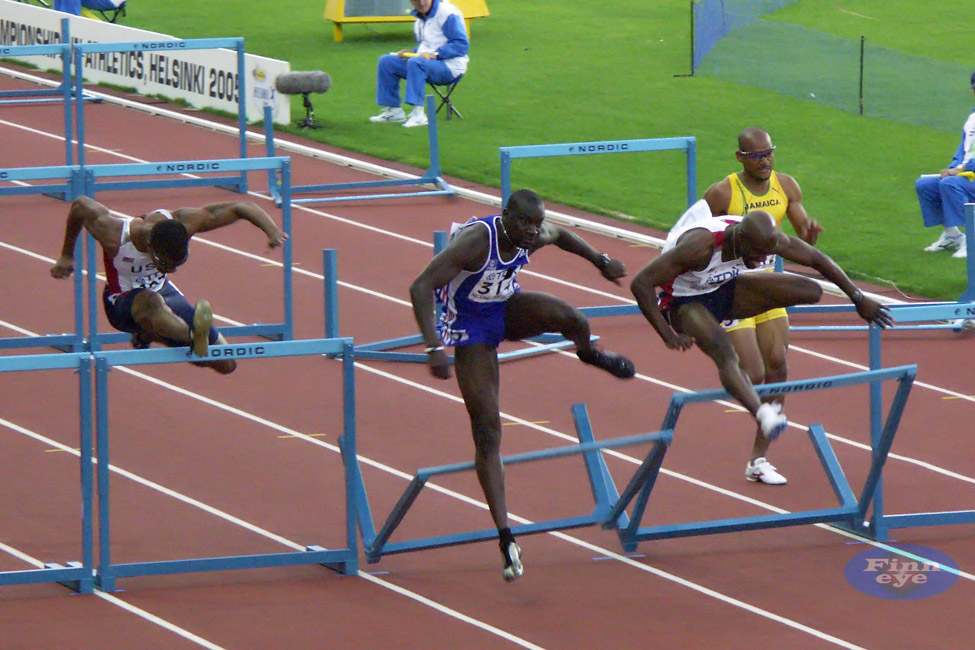
Allen Johnson (en blanc) lors des mondiaux 2005 à Helsinki

Il descend une nouvelle fois sous la barre des 13 secondes durant la saison 2005 en réalisant 12 s 99 lors du meeting de Carson, en Californie. Il remporte ensuite la médaille de bronze des Championnats du monde d'Helsinki, devancé par le Français Ladji Doucouré et le Chinois Liu Xiang. Il s'adjuge en septembre une nouvelle victoire lors de la Finale mondiale de l'athlétisme 2005 tenue à Monaco. L'année suivante, il remporte le 110 m haies de la Coupe du monde des Nations 2006 à Athènes en 12 s 96, établissant son meilleur temps de l'année.
Il met un terme à sa carrière d'athlète à l'issue de la saison 2010.
Il est élu au Temple de la renommée de l'athlétisme des États-Unis en 2015.

## Palmarès

### International
| Date | Compétition                    | Lieu       | Résultat | Épreuve     | Temps   |
| ---- | ------------------------------ | ---------- | -------- | ----------- | ------- |
| 1994 | Coupe du monde des nations     | Londres    | 2e       | 110 m haies | 13 s 29 |
| 1995 | Championnats du monde en salle | Barcelone  | 1er      | 60 m haies  | 7 s 39  |
| 1995 | Championnats du monde          | Göteborg   | 1er      | 110 m haies | 13 s 00 |
| 1995 | Finale du Grand Prix           | Monaco     | 2e       | 110 m haies | 13 s 09 |
| 1996 | Jeux olympiques                | Atlanta    | 1er      | 110 m haies | 12 s 95 |
| 1997 | Championnats du monde          | Athènes    | 1er      | 110 m haies | 12 s 93 |
| 2000 | Jeux olympiques                | Sydney     | 4e       | 110 m haies | 13 s 23 |
| 2001 | Championnats du monde          | Edmonton   | 1er      | 110 m haies | 13 s 04 |
| 2001 | Finale du Grand Prix           | Melbourne  | 2e       | 110 m haies | 13 s 28 |
| 2002 | Coupe du monde des nations     | Madrid     | 2e       | 110 m haies | 13 s 45 |
| 2003 | Championnats du monde en salle | Birmingham | 1er      | 60 m haies  | 7 s 47  |
| 2003 | Championnats du monde          | Paris      | 1er      | 110 m haies | 13 s 12 |
| 2003 | Finale mondiale d'athlétisme   | Monaco     | 1er      | 110 m haies | 13 s 11 |
| 2004 | Championnats du monde en salle | Budapest   | 1er      | 60 m haies  | 7 s 36  |
| 2004 | Finale mondiale d'athlétisme   | Monaco     | 1er      | 110 m haies | 13 s 16 |
| 2005 | Championnats du monde          | Helsinki   | 3e       | 110 m haies | 13 s 10 |
| 2005 | Finale mondiale d'athlétisme   | Monaco     | 1er      | 110 m haies | 13 s 09 |
| 2006 | Finale mondiale d'athlétisme   | Stuttgart  | 3e       | 110 m haies | 13 s 01 |
| 2006 | Coupe du monde des nations     | Athènes    | 1er      | 110 m haies | 12 s 96 |
| 2008 | Championnats du monde en salle | Valence    | 2e       | 60 m haies  | 7 s 55  |

### National
- Championnats des États-Unis d'athlétisme :
  - Plein air : vainqueur du 110 m haies en 1996, 1997, 2000, 2001, 2002, 2003 et 2005
  - Salle : vainqueur du 60 m haies en 1995, 2002, 2003 et 2004

## Records

### Records personnels
Son record personnel sur le 110 mètres haies est de 12 s 92.
| Épreuve     | Performance | Date           | Lieu      |
| ----------- | ----------- | -------------- | --------- |
| 100 m       | 10 s 41     | 1999           |           |
| 200 m       | 20 s 26     | 7 juillet 1997 | Stockholm |
| 400 m       | 48 s 27     | 1996           |           |
| 110 m haies | 12 s 92     | 23 août 1996   | Bruxelles |
| 110 m haies | 12 s 92     | 23 juin 1996   | Atlanta   |

| Épreuve     | Performance | Date            | Lieu     |
| ----------- | ----------- | --------------- | -------- |
| 60 m        | 6 s 62      | 3 février 1998  | Madrid   |
| 50 m haies  | 6 s 40      | 26 février 2005 | Liévin   |
| 55 m haies  | 7 s 14      | 21 janvier 2008 | Fresno   |
| 60 m haies  | 7 s 36      | 6 mars 2004     | Budapest |
| 110 m haies | 13 s 34     | 14 février 1995 | Moscou   |

### Meilleures performances par année
| Année | Temps   | Vent      | Date                               | Lieu                | Rang |
| ----- | ------- | --------- | ---------------------------------- | ------------------- | ---- |
| 1992  | 13 s 63 | +1,6      | 5 juin 1992                        | Austin              | -    |
| 1993  | 13 s 47 | +0,5      | 5 juin 1993                        | La Nouvelle-Orléans | 20   |
| 1994  | 13 s 25 | +0,2      | 4 septembre 1994                   | Sheffield           | 7    |
| 1995  | 12 s 98 | -0,3      | 18 août 1995                       | Cologne             | 1    |
| 1996  | 12 s 92 | -0,1 +0,5 | 23 juin 1996 23 août 1996          | Atlanta Bruxelles   | 1    |
| 1997  | 12 s 93 | 0,0       | 7 août 1997                        | Athènes             | 1    |
| 1998  | 12 s 98 | +1,5      | 12 août 1998                       | Zurich              | 1    |
| 1999  | 13 s 01 | +1,0      | 7 juillet 1999                     | Rome                | 2    |
| 2000  | 12 s 97 | +1,4      | 23 juillet 2000                    | Sacramento          | 1    |
| 2001  | 13 s 04 | +0,8      | 9 août 2001 31 août 2001           | Dortmund Berlin     | 1    |
| 2002  | 13 s 04 | +0,4      | 28 avril 2002                      | Fort-de-France      | 2    |
| 2003  | 12 s 97 | +0,4      | 4 juillet 2003                     | Paris               | 1    |
| 2004  | 13 s 05 | +0,4      | 6 juillet 2004                     | Lausanne            | 2    |
| 2005  | 12 s 99 | +0,4      | 24 juin 2005                       | Carson              | 2    |
| 2006  | 12 s 96 | +0,4      | 17 septembre 2006                  | Athènes             | 3    |
| 2007  | 13 s 23 | +0,4      | 7 septembre 2007 28 septembre 2007 | Zurich Shanghai     | 12   |
| 2008  | 13 s 32 | +0,4      | 8 mai 2008                         | Fort-de-France      | 17   |
| 2009  | 13 s 43 | +0,4      | 6 septembre 2009                   | Dubnica nad Váhom   | 37   |
| 2010  | 13 s 65 | +0,4      | 23 mai 2010                        | Shanghai            | -    |

### Courses sous les treize secondes

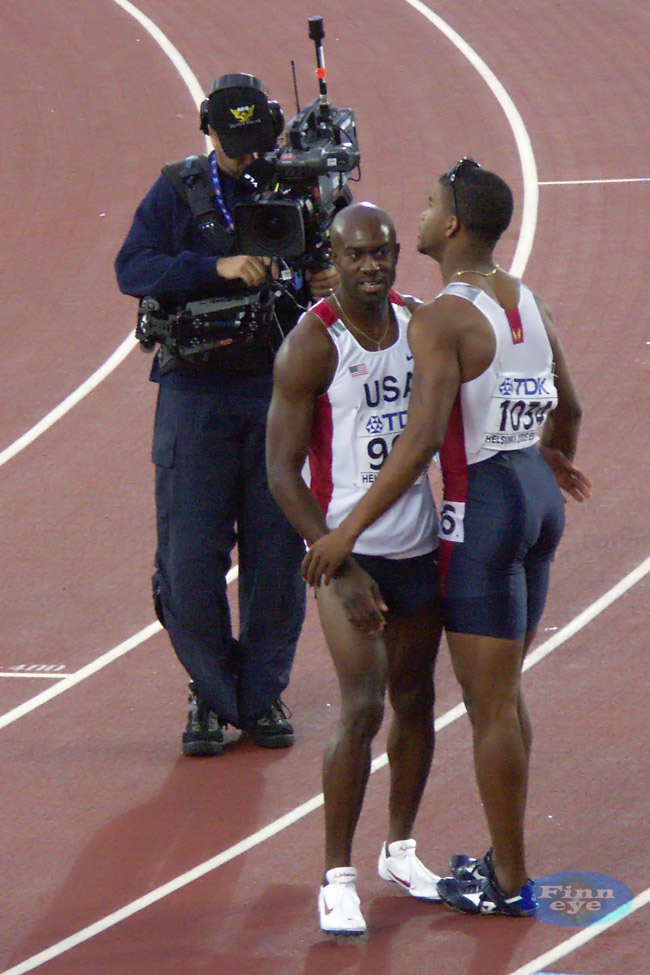
Allen Johnson et Terrence Trammell lors des mondiaux 2005 à Helsinki

| Temps   | Vent (m/s) | Date              | Lieu        |
| ------- | ---------- | ----------------- | ----------- |
| 12 s 92 | +0,9       | 23 juin 1996      | Atlanta     |
| 12 s 92 | +0,2       | 23 août 1996      | Bruxelles   |
| 12 s 93 | +0,0       | 7 août 1997       | Athènes     |
| 12 s 95 | +0,6       | 29 juillet 1996   | Atlanta     |
| 12 s 96 | +0,4       | 17 septembre 2006 | Athènes     |
| 12 s 97 | -0,5       | 13 juillet 1997   | Stuttgart   |
| 12 s 97 | +1,5       | 23 juillet 2000   | Sacramento  |
| 12 s 97 | +0,0       | 4 juillet 2003    | Saint-Denis |
| 12 s 98 | +0,2       | 18 août 1995      | Cologne     |
| 12 s 98 | -0,3       | 12 août 1998      | Zurich      |
| 12 s 99 | +0,2       | 24 juin 2005      | Carson      |